# Jean Béliveau
Vous lisez un « article de qualité » labellisé en 2014.
Pour les articles homonymes, voir Jean Béliveau (homonymie) et Béliveau.
Temple de la renommée : 1972
Joseph Jean Arthur Béliveau (né le 31 août 1931 à Trois-Rivières au Québec, Canada et mort le 2 décembre 2014 à Longueuil au Québec, à 83 ans) est un joueur de hockey sur glace. Après avoir joué en junior à Victoriaville puis à Québec, il devient semi-professionnel avec les As de Québec en 1951-1952. Deux saisons plus tard, il rejoint les Canadiens de Montréal de la Ligue nationale de hockey.
Dès 1955-1956, sa troisième saison dans la LNH, il remporte la Coupe Stanley mais également le trophée Art-Ross du meilleur pointeur avec 88 points et le trophée Hart du meilleur joueur de la ligue. Cette Coupe est la première de cinq victoires consécutives. En 1961, il devient capitaine de l'équipe et remporte encore cinq autres Coupes Stanley entre 1965 et 1971, la dernière saison à laquelle il participe.
À peine à la retraite, sa carrière est célébrée aussi bien par les Canadiens, qui décident de retirer le numéro 4 en octobre 1971, que par l'ensemble du monde du hockey. Ainsi, dès 1972, il est admis au Temple de la renommée qui accueille pour la sixième fois de son histoire un joueur moins de trois ans après son départ à la retraite. Au cours des années 1990 et 2000, le Québec et le Canada lui rendent également hommage puisqu'il est nommé grand officier de l'Ordre national du Québec et également compagnon de l'Ordre du Canada. Il meurt des suites d'une pneumonie le 2 décembre 2014.

## Biographie

### Enfance
Jean Béliveau est le fils d'Arthur Béliveau et Laurette Dubé-Béliveau. Né le 31 août 1931, il est l'aîné d'une fratrie de huit enfants. Leurs ancêtres acadiens sont arrivés au Québec au milieu du XVIIIe siècle. Quand Béliveau a six ans, la famille quitte Trois-Rivières pour rejoindre Victoriaville où il est scolarisé successivement à l'école Saint-David, à l'Académie Saint-Louis de Gonzague puis au Collège de Victoriaville.
Comme de nombreuses familles dans la région, les Béliveau possèdent leur propre petite patinoire dans la cour où les enfants de la famille et du voisinage jouent une sorte de hockey sur glace. Jean ne joue sur une vraie patinoire qu'après son douzième anniversaire ; sa première équipe de hockey est celle de l'Académie Saint-Louis. À l'âge de 15 ans, il joue avec les Panthères de Victoriaville, dans l'Association de hockey intermédiaire du Québec (AIHQ), l'équipe du Collège. En 30 rencontres, il compte 68 points dont 47 buts.
En plus du hockey sur glace, Béliveau joue au baseball pour différentes formations de Victoriaville. À l'âge de 16 ans, il participe à quelques rencontres pour l'équipe de ligue senior de Val-d'Or et sa famille refuse même une offre de contrat professionnel avec une équipe de ligue mineure.

### Années juniors à Victoriaville puis à Québec
En 1947-1948, il rejoint les Tigres de Victoriaville dans la Ligue de hockey junior du Québec (LHJQ), où il compte 67 points en 42 rencontres. Avec 48 buts lors de la saison 1948-1949, il est le meilleur buteur du circuit. L'équipe des Tigres est démantelée à la suite de cette saison et il rejoint les Citadelles de Québec.
Avant le début de la saison 1949-1950, il participe pour la première fois à un camp d'entraînement des Canadiens de Montréal de la Ligue nationale de hockey. Avec les Citadelles, il compte 80 points en 35 matchs de saison régulière. L'équipe finit en deuxième place de la saison régulière et élimine les Nationals de Montréal en quatre matchs en demi-finale. La finale est jouée contre le Canadien junior de Montréal et les deux équipes se partagent les quatre premiers matchs. Avant le cinquième match de la finale, Frank J. Selke, gérant des Canadiens et du Canadien junior annonce qu'il va faire une offre à Béliveau pour la saison suivante, offre qu'il ne pourra pas refuser. Les joueurs du Canadien junior font alors tout ce qu'ils peuvent pour museler Béliveau et se faire bien voir. La tactique de Selke est couronnée de succès alors que le Canadien junior remporte les deux dernières rencontres.
En septembre 1950, il participe une nouvelle fois au camp d'entraînement des Canadiens. Dans le même temps, Selke tente de le faire signer au club : il envoie ses émissaires rencontrer son père à Victoriaville et également le propriétaire des Citadelles, Frank Byrne. Ce dernier et le père de Jean refusent l'offre des Canadiens et le jeune Béliveau continue sa carrière dans la LHJQ. L'équipe de Québec lui paye en effet un salaire de 6 000 dollars par an et la direction de l'équipe lui a également trouvé un travail. Béliveau signe tout de même un contrat de type B avec les Canadiens de Montréal : ce contrat prévoit que si un jour Béliveau joue dans une ligue professionnelle, il est obligé de jouer avec les Canadiens.
Au cours de la saison 1950-1951, il joue un match avec les As de Québec dans la Ligue de hockey senior du Québec. Il participe également à ses premières rencontres avec les Canadiens. Le 16 décembre, alors que les Canadiens sont sur une série de cinq défaites consécutives, il prend part au match de l'équipe contre les Rangers de New York, une partie qui se termine sur le score de 1-1. L'unique but des Canadiens est inscrit par Bernard Geoffrion qui joue également son premier match dans la LNH ce soir là. Les deux joueurs juniors participent à un deuxième match le 27 janvier et ils inscrivent chacun un but et une passe décisive pour la victoire 4-2 des Canadiens contre les Black Hawks de Chicago. Béliveau finit la saison avec son équipe de la LHJQ qui termine à la première place du classement de la saison. D'un point de vue personnel, il se classe meilleur buteur et pointeur de la ligue avec 61 buts et 124 points.

### Avec les As de Québec

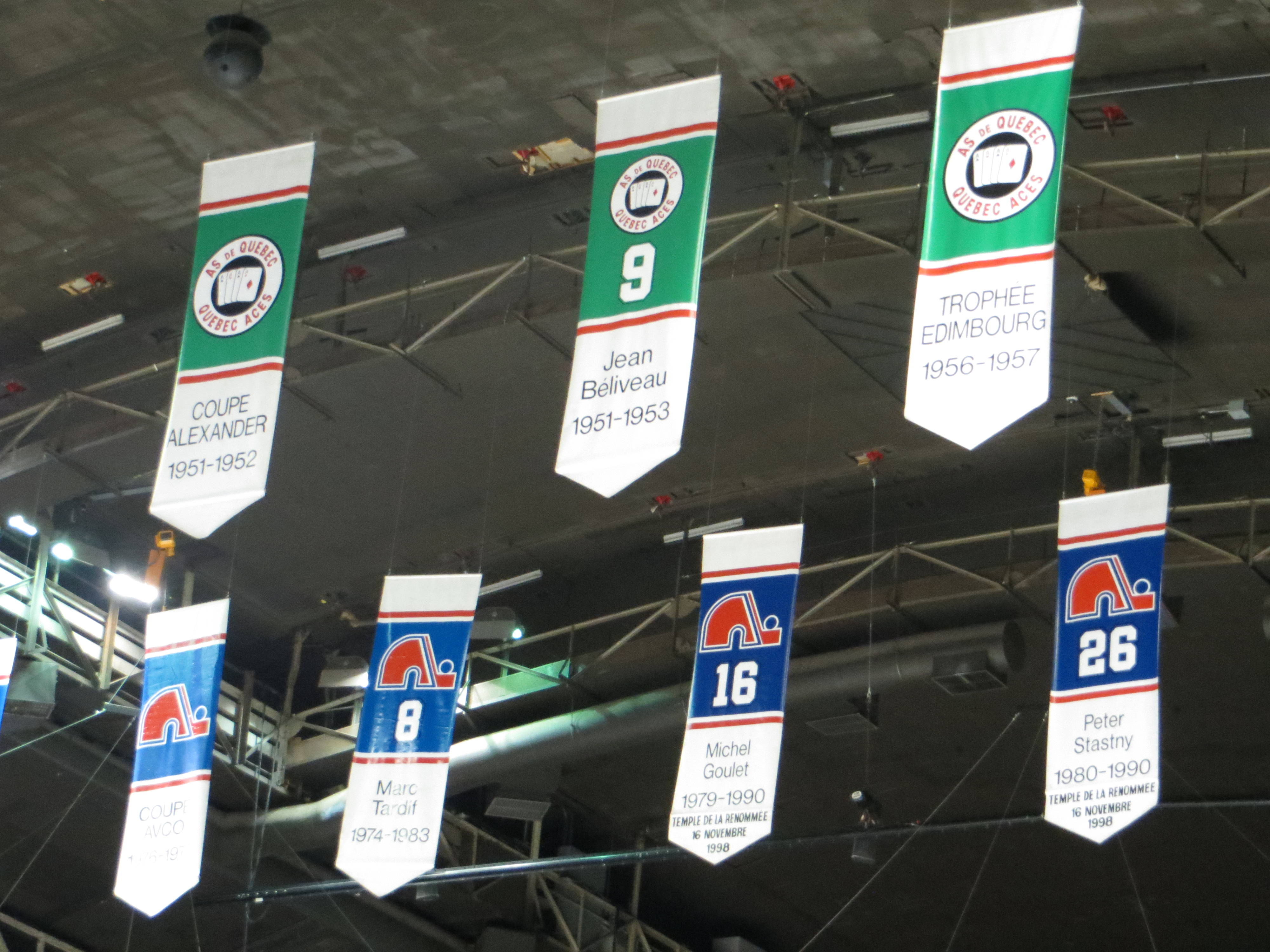
Des bannières au nom de Béliveau et en mémoire de la victoire en Coupe Alexander en 1951-1952 sont accrochées au plafond du Colisée Pepsi.

À la fin de la saison 1950-1951, Béliveau n'est officiellement plus considéré comme joueur junior et Selke pense qu'il va enfin rejoindre son équipe des Canadiens mais Béliveau veut continuer à jouer avec Québec. Selke n'entend pas se laisser faire et veut faire passer une nouvelle réglementation obligeant les joueurs engagés par un contrat de type B à signer d'abord avec l'équipe professionnelle avant de rejoindre une équipe amateur. Les As contre-attaquent en menaçant de quitter la LHSQ si les conditions de Selke étaient acceptées. Finalement, Québec a gain de cause et Béliveau passe l’intégralité de la saison 1951-1952 avec les As.
Même s'il joue dans un circuit dit amateur, Béliveau est rémunéré grâce à son équipe et gagne 10 000 dollars pour cette saison 1951-1952. Il gagne alors plus que la majorité des joueurs de la LNH dont le salaire moyen est de 7 000 dollars. D'un point de vue sportif, Béliveau est devant tout le monde en inscrivant 45 buts et 83 points en 59 rencontres. Il aide son équipe à accéder aux séries avec la première place de la saison régulière. Ils remportent également les séries de la ligue puis la Coupe Alexander.
En 1952-1953, Béliveau joue toujours avec les As mais il participe une nouvelle fois à des rencontres dans la LNH avec les Canadiens. Ainsi, il joue trois matchs de l'équipe en décembre, inscrivant trois buts contre les Rangers puis deux de plus contre les Bruins de Boston. Même si une nouvelle fois Selke souhaite que Béliveau reste au sein de l'équipe, le joueur de centre préfère finir sa saison et son engagement avec les As. Il compte à la fin du calendrier 50 buts en 57 rencontres pour la première place du classement avec un tour du chapeau lors du dernier match. L'équipe perd en finale contre les Saguenéens de Chicoutimi.

### Signature avec les Canadiens de Montréal et les premières saisons
Au cours de l'été 1953, Selke parvient à convaincre les dirigeants de la LHSQ d'abandonner le statut de semi-professionnel. Pendant ce temps, le 27 juin 1953, Élise Couture et Jean Béliveau se marient à l'église Saint-Patrick de Québec alors que Béliveau a déjà annoncé à sa fiancée que si elle se sent prête, ils partent tous les deux vers Montréal.
Il signe son premier contrat avec les Canadiens le 3 octobre 1953 pour cinq années et un montant de 100 000 dollars,. Selke et Béliveau parviennent finalement à s'entendre au bout d'un rendez-vous de plus de 3 heures ; Béliveau est accompagné pour la signature du contrat de son avocat et d'un spécialiste en impôt sur les revenus. Quelques heures plus tard, l'équipe des Canadiens joue le Match des étoiles en tant qu'équipe championne en titre de la Coupe Stanley ; ils sont opposés à une sélection des meilleurs joueurs du circuit. Malgré un point de Béliveau sur une passe décisive pour la vedette de Montréal, Maurice Richard, les Canadiens perdent la rencontre sur le score de 3-1.
La première saison complète de Béliveau dans la LNH est gâchée par les blessures ; touché à la cheville dès le septième match de la saison, il ne participe qu'à 44 des 70 rencontres de la saison régulière. Béliveau est le sixième pointeur de sa formation avec 34 points, soit près de la moitié de Maurice Richard, le meilleur pointeur de l'équipe et deuxième de la LNH. Les Canadiens remportent la demi-finale des séries contre les Bruins en quatre rencontres avec deux blanchissages et seulement quatre buts concédés contre seize inscrits. La finale les oppose aux Red Wings de Détroit, la meilleure équipe de la saison régulière. Après quatre rencontres, les joueurs de Détroit sont devant avec trois victoires et une défaite. Les Canadiens retardent l'échéance en remportant les deux matchs suivants mais Détroit est sacré champion de la Coupe Stanley après le septième match et une victoire en prolongation 2-1. Béliveau termine tout de même troisième meilleur pointeur des séries derrière ses coéquipiers, Dickie Moore et Geoffrion.
À la fin de la saison 1954-1955, Béliveau est le troisième pointeur de son équipe mais également de toute la LNH. Avec respectivement 75, 74 et 73 points, Geoffrion, Richard et Béliveau dominent la ligue. La fin de la saison est gâchée par une suspension de Richard par le président de la LNH, Clarence Campbell, pour les trois dernières rencontres du calendrier et l'intégralité des séries. Les Canadiens parviennent à la finale de la Coupe Stanley mais ils chutent une nouvelle fois en sept rencontres contre les joueurs de Détroit. Béliveau est tout de même mis en avant en étant sélectionné dans la première équipe d'étoiles de la LNH.

### Dynastie des Canadiens

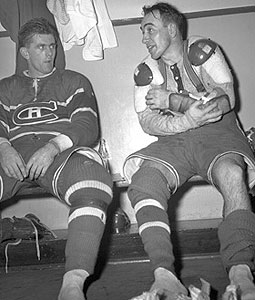
Maurice Richard et Toe Blake, ici en 1946

La saison suivante voit l'arrivée de Toe Blake, ancien joueur des Canadiens, derrière le banc de l'équipe. Béliveau est associé à Geoffrion et Bert Olmstead. Le 5 novembre, alors que les Bruins mènent 2-0 et que deux joueurs des Bruins purgent une pénalité, Béliveau rentre dans l'histoire en inscrivant trois buts en 44 secondes. Il sonne la fin des espoirs des Bruins plus tard au cours de la rencontre en inscrivant un quatrième but. L'année suivante, en réaction à ce tour du chapeau en très peu de temps, le règlement est changé et permet au joueur ayant écopé d'une punition de revenir au jeu dès que l'équipe adverse marque. Le 23 janvier, Jean Béliveau devient le premier joueur de hockey à faire la couverture du magazine de Sports Illustrated. Le centre des Canadiens change également son style de jeu : chahuté par les adversaires depuis ses débuts, il décide de rendre coup pour coup et compte à la fin de la saison 143 minutes de pénalités.
Cette nouvelle attitude du joueur lui permet également d'avoir plus de place sur la glace et il finit la saison à la première place des pointeurs de la LNH avec 47 buts et 41 passes. Il remporte ainsi le trophée Art-Ross mais également le trophée Hart en tant que meilleur joueur de son équipe,. Parmi les joueurs des Canadiens, le gardien, Jacques Plante, le défenseur Doug Harvey, Richard et Béliveau sont tous élus dans la première équipe d'étoiles de la LNH. La finale 1956 est une revanche des deux finales précédentes avec une confrontation entre Montréal et Détroit ; les joueurs de Montréal jouent les deux premières rencontres dans le Forum et ils en profitent pour remporter les deux parties 6-4 et 5-1. Sur sa patinoire, Détroit répond en gagnant le match numéro trois mais les Canadiens retournent au Forum avec deux longueurs d'avance à la suite d'un blanchissage 3-0 de Plante lors de la quatrième date. La cinquième opposition de la série est jouée le 10 avril 1956 et elle voit les joueurs des Canadiens s'imposer sur la marque de 3-1 avec le premier but inscrit par Béliveau et le deuxième par Richard ; Geoffrion permet ensuite à son équipe de se mettre à l'abri d'un retour éventuel des Red Wings. Les Canadiens remportent ainsi leur huitième Coupe Stanley, la première pour Béliveau. Au cours de cette série finale, Béliveau inscrit sept buts, un record toujours d'actualité aux débuts de la saison 2013-2014. Avec 19 points inscrits lors des séries, il est également le meilleur pointeur de l'après-saison. Au cours des dix matchs de la série, il marque à chaque fois sauf lors du troisième match du premier tour contre les Rangers de New York.
Au début de la saison 1956-1957, Richard devient le nouveau capitaine de l'équipe. Les Red Wings sont toujours la meilleure équipe de la saison et finissent six points devant les Canadiens. D'un point de vue individuel, Béliveau est le meilleur pointeur de l'équipe avec 84 points mais également le joueur le plus pénalisé de la formation et le meilleur buteur à égalité avec Richard, les deux joueurs comptant 33 buts. Malgré la première place de Détroit, l'équipe du Michigan est éliminée par les Bruins de Boston dès le premier tour des séries en cinq rencontres ; les Canadiens remportent le droit de jouer une nouvelle finale en éliminant les joueurs de New York également en cinq matchs. Après cinq rencontres en finale, les joueurs de Montréal remportent une deuxième Coupe Stanley consécutive. Lors du deuxième match remporté sur le score de 1-0, l'unique filet de la partie est inscrit par Jean Béliveau. Ce dernier est mis en avant par la LNH en étant sélectionné pour une troisième année consécutive dans la première équipe d'étoiles.
Au cours de la saison 1957-1958, les Canadiens sont décimés par les blessures : Richard, Geoffrion et Béliveau manquent un total de 85 parties. Béliveau est ainsi absent pendant un mois de compétition, soit 15 rencontres, en raison de cartilages déchirés aux côtes. Malgré ces absences, les Canadiens dominent la ligue collectivement en finissant à la première place du classement avec 19 points d'avance sur les Rangers de New York. Les Red Wings sont écartés par les Canadiens en quatre matchs lors de la demi-finale des séries, Montréal inscrivant 19 buts contre seulement six buts accordés à leurs adversaires. La finale oppose donc les Bruins aux Canadiens et ces derniers remportent une troisième Coupe Stanley en autant de saisons en remportant quatre des six rencontres, la dernière se terminant sur le score de 5-3 avec un but de Béliveau.
Olmstead quitte l'équipe de Montréal au cours de l'été et Béliveau joue alors aux côtés de Geoffrion et de Marcel Bonin. Moore vient ensuite remplacer Geoffrion au cours de la saison 1958-1959 sur l'aile gauche. Moore et Béliveau finissent aux deux premières places du classement des pointeurs de la LNH à la fin de la saison avec 96 et 91 points, Béliveau battant son propre record personnel de points en une saison. Avec 45 buts, il est le meilleur réalisateur de l'ensemble du circuit, et au cours de la saison, il participe à sa 400e rencontre dans la ligue. Premiers de la saison avec près de 20 points d'avance, les Canadiens jouent une nouvelle finale après avoir disposé des Black Hawks de Chicago au premier tour. Les Maple Leafs de Toronto ne parviennent à remporter qu'une seule victoire dans la série finale et les Canadiens de Montréal remportent la onzième Coupe Stanley de leur histoire. Béliveau ne participe pas à cette nouvelle conquête puisqu'au cours du troisième match de la série contre Chicago, il se blesse à la suite d'une mise en échec de Glen Skov, défenseur chargé de le surveiller.
Il revient en forme pour la saison suivante puisqu'il est un des trois joueurs de l'équipe à compter plus de 30 buts au cours de la saison régulière, les deux autres étant Henri Richard, cadet du capitaine Maurice Richard, et Geoffrion. Avec 34 buts et 40 assistances, Béliveau est le meilleur joueur de son équipe mais en raison d'une blessure en février à l'aine, il manque 10 rencontres et finit troisième meilleur pointeur de la LNH. Il est une nouvelle fois sélectionné dans la première équipe d'étoiles de l'année. Finissant la saison avec 13 points d'avance sur les Maple Leafs, les Canadiens remportent relativement facilement une nouvelle Coupe Stanley en disposant de Chicago puis de Toronto à chaque fois avec quatre rencontres. La douzième Coupe Stanley de l'histoire de la franchise est gagnée lors du dernier match sur le score de 4-0 avec deux buts inscrits par Béliveau, un par Doug Harvey et le dernier par Henri Richard.

### Des saisons sans finale

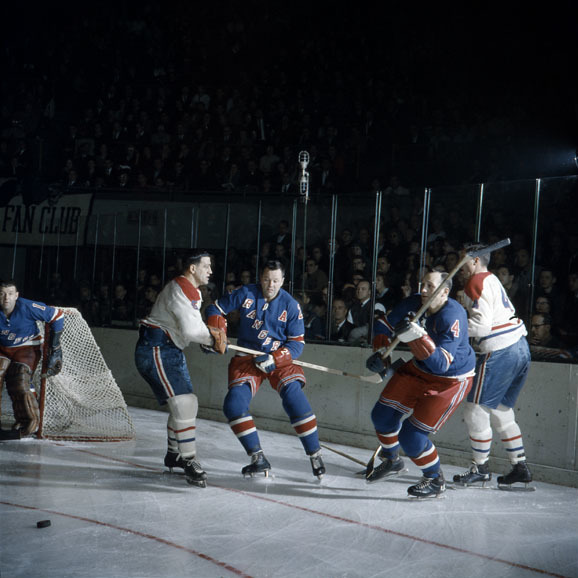
Jean Béliveau (à droite) dispute la rondelle derrière le filet de Gump Worsley vers 1962, dans un match opposant les Canadiens aux Rangers de New York.

Maurice Richard annonce début septembre 1960 qu'il met fin à sa carrière longue de 18 saisons dans la LNH, Doug Harvey prenant sa place de capitaine. Béliveau finit la saison régulière à la deuxième place de son équipe avec 90 points, son second plus haut total en carrière ; il est derrière Geoffrion, meilleur pointeur de la LNH avec 95 points dont 50 buts. Béliveau décroche tout de même un record de la ligue en étant crédité de 58 mentions d'assistances. Les Canadiens sont une nouvelle fois la meilleure équipe de la saison régulière mais ils ne comptent alors que deux points d'avance au classement général. La demi-finale des séries les oppose aux joueurs de Chicago et à la surprise générale, l'équipe quintuple championne en titre est éliminée dès ce premier tour en six rencontres dont deux blanchissages par Glenn Hall.
Le gérant des Canadiens, Selke, décide de vendre son défenseur numéro un, Doug Harvey, avant le début de la saison suivante et le 11 octobre, l'équipe procède à l'élection de son successeur au poste de capitaine. Béliveau est élu au deuxième tour par ses coéquipiers ; devant la déception de Geoffrion, il propose à la direction de confier le poste à son ailier mais cette dernière refuse. Béliveau devient donc ainsi le 17e capitaine de l'histoire des Canadiens de Montréal. Il manque cependant les premières rencontres de la saison en raison de ligaments déchirés au cours d'un match de pré-saison. Finalement, il ne participe qu'à 43 rencontres et compte 41 points. Les Canadiens sont premiers de la saison mais ils sont une nouvelle fois éliminés au premier tour des séries. Ils chutent contre les Black Hawks de Chicago en six rencontres en ne remportant que les deux premiers matchs.
Les Canadiens de Montréal finissent la saison 1962-1963 à la troisième place du classement et sont éliminés au premier tour des séries par les Maple Leafs de Toronto, tenants du titre et futur champions de la Coupe Stanley. Avec 67 points, le capitaine des Canadiens est le deuxième de l'équipe, six points derrière Henri Richard. Dickie Moore quitte la franchise des Canadiens avant le début de la saison suivante ; il est remplacé par John Ferguson sur la ligne de Geoffrion et Béliveau. Au mois d'octobre 1963, le capitaine des Canadiens inscrit la 400e mention d'assistance de sa carrière et termine la saison avec 78 points, à la troisième place de toute la LNH et la première de son équipe. La LNH salue sa saison en le désignant comme vainqueur du trophée Hart du joueur le plus utile de son équipe. Le classement final de la LNH est serré puisque les Canadiens finissent à la première place avec un seul point d'avance sur l'équipe de Chicago. Ils sont cependant éliminés dès la demi-finale des séries en sept rencontres par les Maple Leafs de Toronto.

### Retour au sommet

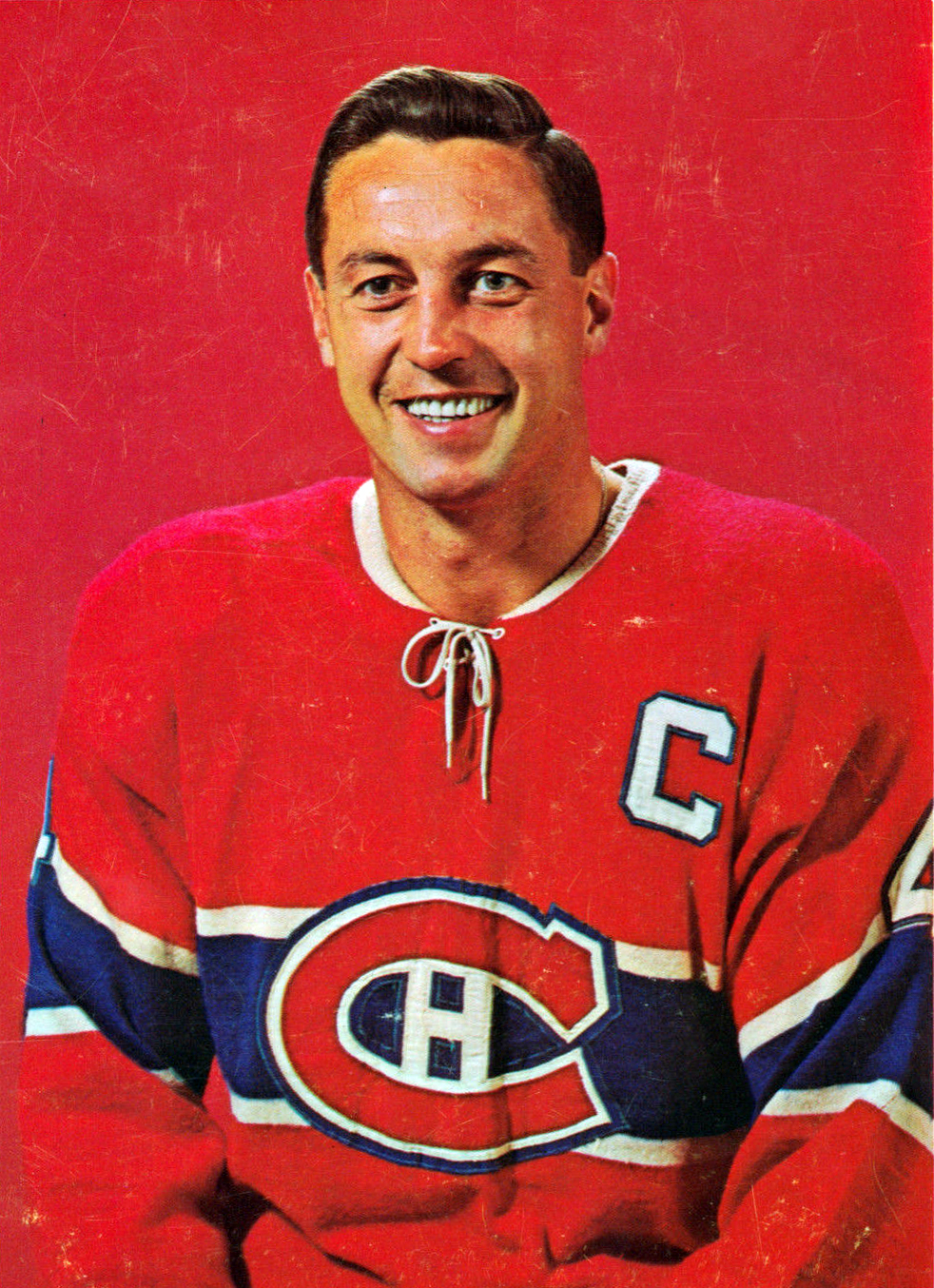
En 1968, Béliveau devient le deuxième joueur de la LNH après Gordie Howe à dépasser la barre des 1000 points.

La franchise des Canadiens est active à la fin de la saison 1963-1964 : Frank J. Selke, alors âgé de plus de 70 ans, annonce qu'il quitte son poste de directeur-gérant ;  il est remplacé par Sam Pollock le 15 mai 1964. Pollock annonce rapidement à Geoffrion qu'il le trouve trop âgé pour jouer au sein de l'équipe et il lui offre le poste d'entraîneur des As de Québec. L'équipe des Canadiens finit la saison régulière à la deuxième place du classement avec quatre points de retard sur les Red Wings de Détroit. D'un point de vue individuel, Béliveau manque douze rencontres au cours de la saison et finit avec 43 points.
Au cours des séries, les Canadiens jouent le premier tour contre les Maple Leafs de Toronto, vainqueurs des trois dernières coupes Stanley ; après six rencontres, ce sont les joueurs de Montréal qui se qualifient pour la finale contre ceux de Chicago. Il faut sept matchs pour départager les deux équipes. Trois des quatre victoires des Canadiens sont remportées par un blanchissage et à chaque fois le but gagnant est inscrit par le capitaine de Montréal. Ce dernier compte dix points dans la conquête de la treizième coupe Stanley de l'histoire de l'équipe. Il est le premier récipiendaire du nouveau trophée de la LNH, le trophée Conn-Smythe, qui est remis au meilleur joueur des séries éliminatoires.
La saison 1965-1966 est la saison des records pour Béliveau : début février, il devient le premier joueur de l'histoire des Canadiens à compter 500 aides. Un mois plus tard, il dispute son 800e match avec l'équipe puis dépasse la barre des 900 points. Avec 77 points, il est le deuxième pointeur de son équipe derrière Bobby Rousseau et quatrième au classement général de la ligue. Les Canadiens sont une nouvelle fois la meilleure équipe du circuit. Ils accèdent à la finale des séries en écartant en quatre rencontres les Maple Leafs. La quatorzième coupe Stanley des Canadiens est acquise au détriment des Red Wings en six rencontres malgré des défaites lors des deux premiers matchs. Au cours du sixième match, Béliveau inscrit le premier but de son équipe mais les deux formations sont à égalité à la fin du temps réglementaire, deux buts partout. Henri Richard donne la victoire aux siens après deux minutes de prolongation.
Le 17 décembre 1966, Béliveau reçoit un coup de bâton dans l'œil par Stan Mikita de Chicago ; il manque ainsi 13 rencontres de la saison 1966-1967. Béliveau connaît une saison assez difficile avec une série de 20 rencontres consécutives sans le moindre point. Limité à 53 rencontres, il totalise seulement 38 points, son plus bas total depuis sa première saison. Avec 17 points de retard sur Chicago, Montréal se classe deuxième de la saison régulière et remporte le premier tour des séries contre les Rangers de New York où évolue désormais Geoffrion. Les Canadiens souhaitaient présenter la coupe Stanley au cours de l'Exposition universelle de 1967 présentée à Montréal mais ils perdent la finale en six rencontres contre les Maple Leafs de Toronto alors que Béliveau inscrit 11 points dont 6 buts en 10 rencontres.
En 1967, la Ligue nationale de hockey connaît une révolution : après 25 saisons jouées avec six équipes, six nouvelles franchises font leurs débuts dans une nouvelle division. Le premier match de cette nouvelle saison a lieu dans le Civic Arena, le 11 octobre, entre les Canadiens de Montréal et les Penguins de Pittsburgh ; les joueurs de Montréal ne l'emportent que d'un but, but inscrit par Béliveau. Il s'agit alors du 400e but de sa carrière.
Les Canadiens connaissent un début de saison compliqué et après une trentaine de rencontres, ils sont derniers du circuit. Après deux victoires et un nul, les Canadiens accumulent 12 victoires consécutives à partir du 6 janvier ; ils perdent une rencontre puis comptent une nouvelle série de huit succès. Lors de ces 23 rencontres sans défaite, Béliveau compte 13 buts et 21 assistances. À la fin de la saison, le 3 mars, il inscrit le millième point de sa carrière et est le deuxième joueur de l'histoire de la ligue à dépasser cette barre symbolique après Gordie Howe. Premiers de la saison régulière, les Canadiens éliminent tour à tour Boston, 4-0, puis Chicago, 4-1, pour accéder à la finale des séries. Ils sont opposés à une nouvelle formation de la LNH, les Blues de Saint-Louis. Seulement quatre rencontres sont nécessaires à l'équipe de Blake pour mettre la main sur la coupe Stanley. Ce dernier décide alors de mettre fin à sa carrière à la suite de cette huitième coupe en tant qu'entraîneur de l'équipe.

### Les dernières saisons
Claude Ruel est le nouvel entraîneur de l'équipe pour la saison 1968-1969. Il conduit son équipe à un nouveau titre de meilleure équipe de la saison régulière avec deux records pour la LNH de 46 victoires et 103 points,. Auteur de 82 points, Béliveau est deuxième de l'équipe derrière Yvan Cournoyer, 87 points, et neuvième de la LNH derrière Phil Esposito de Boston. Lors des séries, Béliveau et ses coéquipiers éliminent les Rangers en quatre rencontres puis les Bruins en sept matchs. Lors du sixième match contre l'équipe de Boston, il faut plus de quatre heures pour que les deux équipes se départagent, le but de la victoire venant du capitaine de Montréal. La finale est encore moins disputée que l'année précédente alors que les Canadiens battent les joueurs de Saint-Louis encore une fois en quatre matchs. Avec 15 points en 14 rencontres, Béliveau est le meilleur pointeur des séries mais le trophée Conn-Smythe est remis à son coéquipier, le défenseur Serge Savard.
Pour la première fois depuis 22 saisons, les Canadiens manquent les séries à la fin de la saison 1969-1970 en finissant à la cinquième place de la division Est. La saison commence pourtant bien pour Béliveau qui joue son millième match dans la LNH puis compte son 1100e point dans la ligue. Il manque sept rencontres au cours de la saison et compte 49 points. À la suite de cette courte saison, Béliveau fait connaître à Pollock son désir de mettre un terme à sa carrière de joueur mais le dirigeant des Canadiens parvient à le convaincre de jouer une année de plus afin de faire la transition avec la nouvelle génération. Le 11 février 1971, lors d'une rencontre contre les North Stars du Minnesota, il inscrit trois buts lors d'une victoire 6-2. Le troisième but qu'il inscrit ce soir-là est en réalité le 500e but de sa carrière ; il devient alors le quatrième joueur de l'histoire de la ligue à dépasser ce plateau après Maurice Richard, Gordie Howe et Bobby Hull. Une soirée spéciale est donnée en l'honneur de Jean Béliveau lors d'un match dans le Forum de Montréal contre les Flyers de Philadelphie le 24 mars 1971. Il refuse le moindre cadeau mais demande en échange qu'un chèque soit remis à une nouvelle fondation portant son nom. Le montant du don s'élève à 155 855 dollars. Alors qu'il est acclamé par toute la salle devant sa femme Élise et sa fille Hélène âgée de 13 ans, des cambrioleurs profitent de leur absence pour s'introduire dans leur maison.
À la fin de cette dernière saison, le capitaine de Montréal comptabilise 76 points : il est le meilleur pointeur de l'équipe et le dixième de l'ensemble du circuit. L'équipe compte 97 points et se classe troisième de la saison régulière derrière les Rangers de New York, 109 points, et les Bruins de Boston, 121 points. Ce sont ces derniers qui sont opposés aux Canadiens lors du premier tour des séries. Après une victoire de Boston, 3-1, au premier match, les joueurs de Bruins mènent 5-2 à l'entame de la troisième période du deuxième match. Béliveau sonne la révolte des siens en inscrivant les deux premiers des six buts qu'ils inscrivent ce soir pour finalement remporter le match 7-5. Les Canadiens remportent la série en sept matchs et jouent la demi-finale contre les North Stars du Minnesota ; six matchs sont nécessaires aux joueurs de Montréal pour accéder à la finale contre les Black Hawks de Chicago. Au cours des six premières rencontres de la finale, les deux équipes se neutralisent et remportent à chaque fois les manches jouées à domicile. L'ultime match de cette finale a lieu le 18 mai 1971 sur la glace du Chicago Stadium ; les Canadiens remportent leur 17e coupe Stanley en battant les locaux sur le score de 3-2. Béliveau compte alors dix coupes Stanley mais ne sait pas encore s'il se retire ou pas. Il donne finalement sa décision le 9 juin 1971, veille du repêchage amateur de 1971 et annonce sa retraite. Le lendemain, les Canadiens sélectionnent une future vedette de l'équipe : Guy Lafleur. Il a été le capitaine de l'équipe tout au long de ses dix dernières saisons jouées dans la LNH. Il a aussi été surnommé Le Gros Bill, d'après le personnage principal du film québécois éponyme sorti en 1949.

### Après carrière

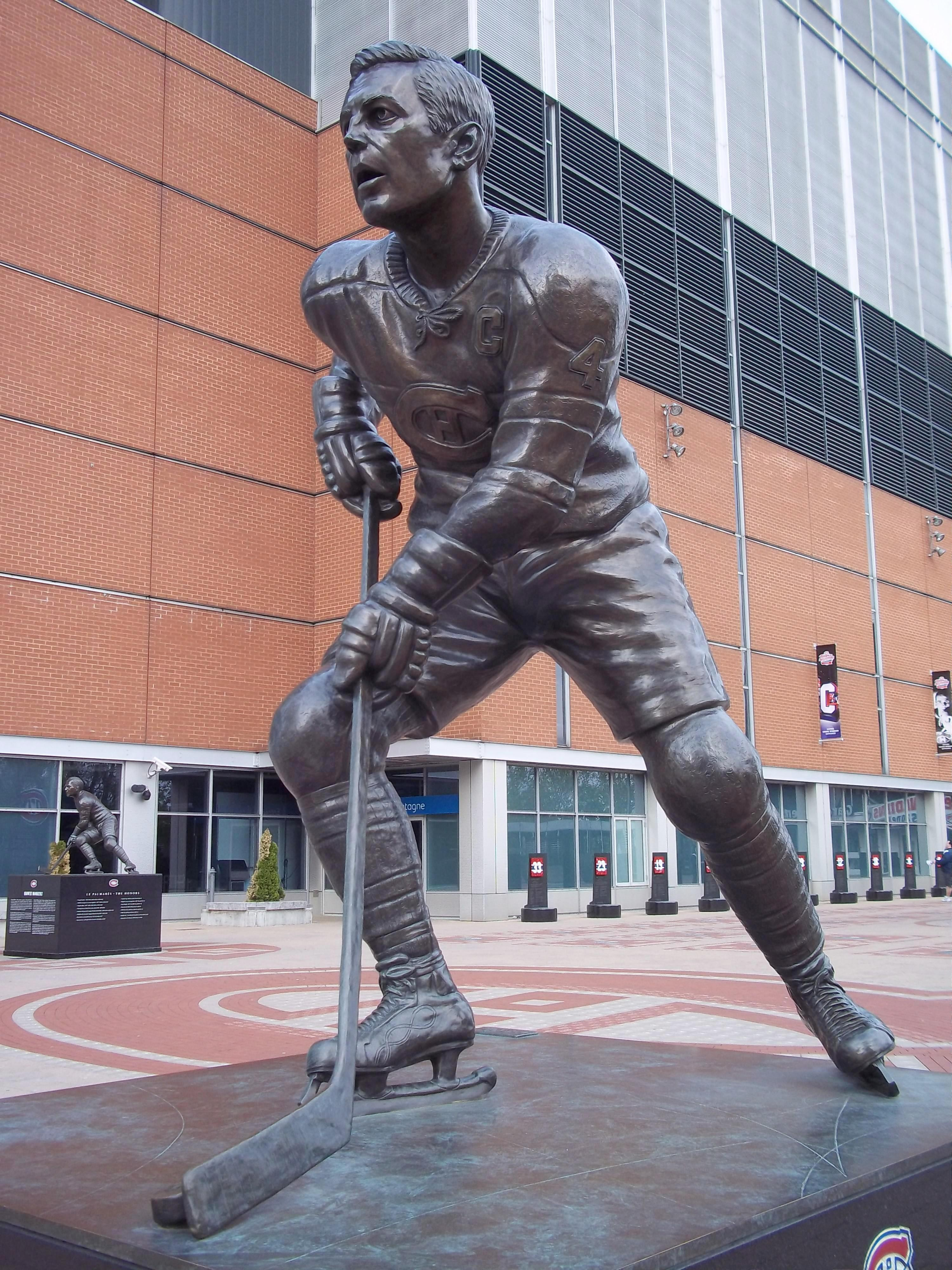
Une statue devant le Centre Bell représente Béliveau

Le jour où il annonce sa retraite, il annonce également qu'il a reçu et accepté une offre pour rester au sein de l'organisation des Canadiens en tant que vice-président senior aux affaires sociales. Le 9 octobre 1971, l'équipe des Canadiens décide de retirer son numéro 4 qu'il porte depuis sa première saison complète dans la LNH sur son chandail,.
Sans attendre la période habituelle de trois ans pour une admission au Temple de la renommée du hockey, il est intronisé en 1972 en même temps que Bernie Geoffrion, Gordie Howe, Hap Holmes et Hooley Smith. Béliveau reste pendant des années au sein de l'organisation des Canadiens et il a ainsi l'honneur de voir son nom gravé sur la coupe Stanley dix-sept fois soit dix fois en tant que joueur et sept fois en tant qu'administratif. En 1988, il est nommé chevalier de l'Ordre national du Québec. Un an plus tard, son gendre se suicide et laisse derrière lui Hélène et leurs deux filles, Mylène et Magalie. Il prend sa retraite administrative en 1993 à la suite d'une nouvelle coupe Stanley remportée par l'équipe. Un an plus tard, en 1994, le premier ministre du Canada Jean Chrétien lui propose le poste de Gouverneur général du Canada, poste qu'il décline pour s'occuper de sa fille et de ses petites-filles.
En 1997, The Hockey News célèbre son 50e anniversaire en publiant une liste des 50 meilleurs joueurs de tous les temps de la LNH. Ce classement est le résultat de votes d'un jury constitué de directeurs généraux passés et actuels, d'entraîneurs et de joueurs ainsi que de membres reconnus des médias consacrés au hockey. Jean Béliveau est le septième du classement après Wayne Gretzky, Bobby Orr, Gordie Howe, Mario Lemieux, Maurice Richard et Doug Harvey. Déjà Officier de l'Ordre du Canada depuis 1971, il est investi Compagnon le 22 octobre 1998. En 2006, il devient officier de l'Ordre national du Québec puis grand officier quatre ans plus tard. Un aréna est nommé en son honneur dans la ville de Longueuil, le Colisée Jean-Béliveau. Lors des festivités du 350e anniversaire de la ville de Longueuil, une statue à son effigie est inaugurée devant le Colisée Béliveau. Une statue existe également sur la place du Centenaire des Canadiens de Montréal, à l'extérieur du Centre Bell ; elle côtoie celles de Howie Morenz, Maurice Richard et Guy Lafleur.
En 2000, il se fait soigner d'une tumeur au cou. Dix ans plus tard, il est admis à l'Hôpital général de Montréal le 20 janvier 2010 des suites d'un accident vasculaire cérébral. Deux ans après, il subit un nouvel AVC et reste un mois à l'hôpital pour se remettre. Il meurt le 2 décembre 2014 à son domicile de Longueuil des suites d'une pneumonie. Avec l'accord de sa famille, le gouvernement du Québec lui réserve des funérailles nationales.

## Honneurs et distinctions

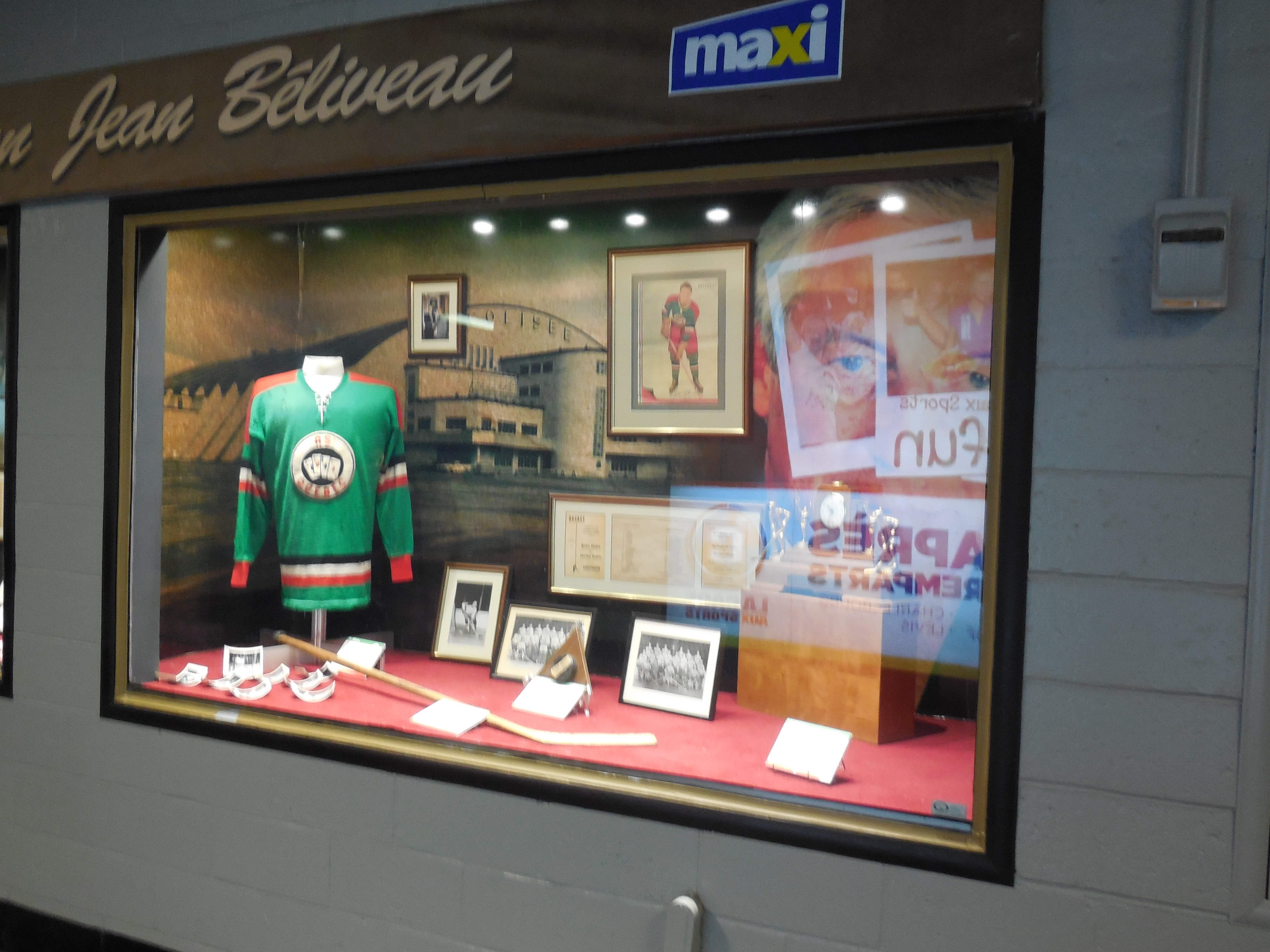
Vitrine rassemblant une collection d'articles commémorant Jean Béliveau qui était présent au Colisée de Québec.

### Hommages

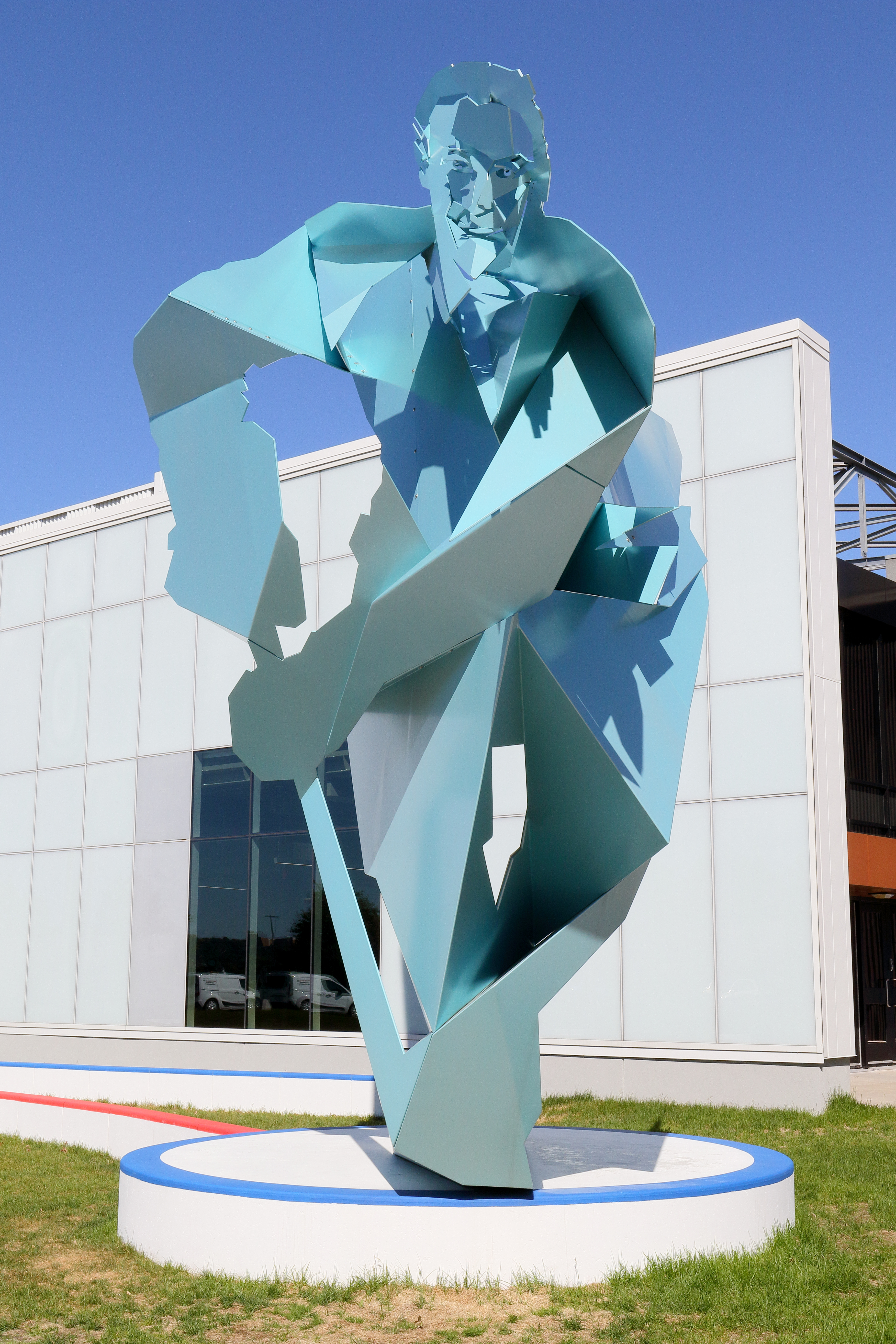
Briser la glace, œuvre d'Éric Lapointe à la Place Jean-Béliveau, à Québec.

- 9 octobre 1971 : son chandail (numéro 4) est retiré par les Canadiens de Montréal.
- 1972 : admis au Temple de la renommée du hockey.
- 2001 : son nom est ajouté à l'Allée des célébrités canadiennes.
- 2001 : Postes Canada émet un timbre postal à son effigie.
- 2009 : nommé membre honoraire de l'Équipe du Canada de hockey sur glace.
- 2010 : nommé capitaine honoraire de l'équipe de hockey masculin lors des tournois de hockey sur glace aux Jeux olympiques de 2010.
- 2017 : nommé parmi les 100 plus grands joueurs de la LNH à l'occasion du centenaire de la ligue[71]
- 2018 : Une oeuvre en son honneur est présente à la Place Jean-Béliveau à Québec.

### Ordres
- Compagnon de l'Ordre du Canada (admis le 6 mai 1998 ; investi le 22 octobre 1998)
- Officier de l'Ordre du Canada (admis le 19 décembre 1969 ; investi le 29 octobre 1971)
- Chevalier de l'Ordre national du Québec (1988)
- Officier de l'Ordre national du Québec (2006)
- Grand officier de l'Ordre national du Québec (2010)
- Commandeur de l'Ordre de Montréal (2016)
- Ordre du hockey au Canada (2012)[72]

### Toponymie
- 2017 : la place publique devant le Centre Vidéotron à Québec est nommée place Jean-Béliveau.
- 2008 : les chemins de fer Canadien Pacifique ont nommé une gare en son honneur.
- Trois parcs (Saguenay, Trois-Rivières, Victoriaville) et deux rues (Vaudreuil-Dorion, Longueuil) sont nommées en son souvenir[73].
- Érigé en 1966, le Colisée Jean Béliveau a accueilli durant de nombreuses années du hockey de la LHJMQ. Aujourd'hui on y retrouve du hockey de la LHJAAAQ

### Prix sportifs

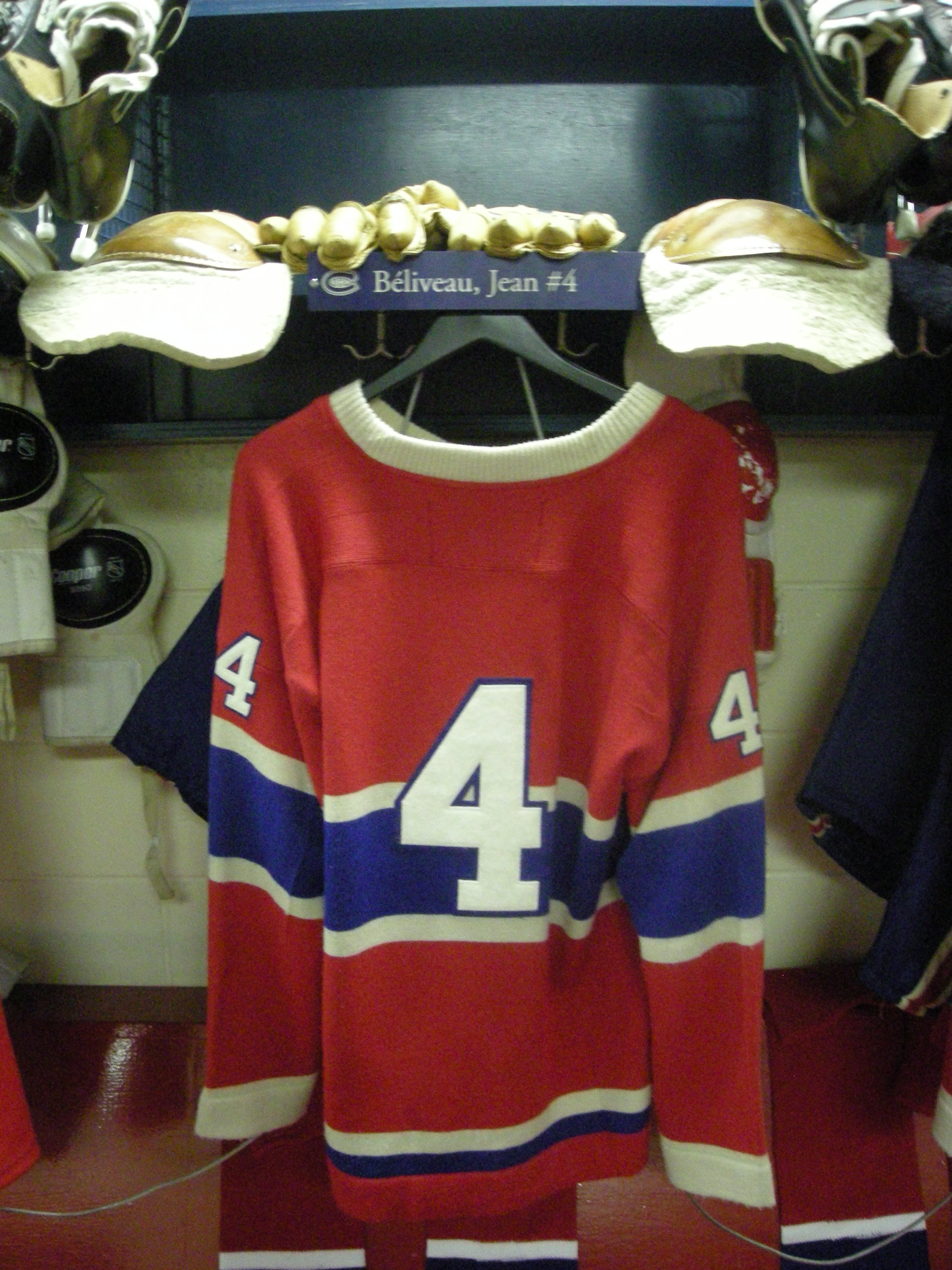
Réplique du maillot de Béliveau

- 1950-1951 : première équipe d'étoiles de la LHMQ
- 1951-1952 : trophée Alexander en tant que champion des équipes semi-professionnelles
- 1952-1953 :
  - Coupe du Président en tant que champion des séries de la LHSQ
  - première équipe d'étoiles de la LHMQ
- 1954-1955 : première équipe d'étoiles de la LNH
- 1955-1956 
  - coupe Stanley (1e)
  - trophée Art-Ross
  - trophée Hart
  - première équipe d'étoiles de la  LNH
- 1956-1957 :
  - coupe Stanley (2e)
  - première équipe d'étoiles de la LNH
- 1957-1958 :
  - coupe Stanley (3e)
  - seconde équipe d'étoiles de la LNH
- 1958-1959 :
  - coupe Stanley (4e)
  - première équipe d'étoiles de la LNH
- 1959-1960 : 
  - coupe Stanley (5e)
  - première équipe d'étoiles de la LNH
- 1960-1961 :
  - nommé capitaine des Canadiens.
  - première équipe d'étoiles de la LNH
- 1963-1964 :
  - trophée Hart
  - seconde équipe d'étoiles de la LNH
- 1964-1965 :
  - coupe Stanley (6e)
  - trophée Conn-Smythe
- 1965-1966 :
  - coupe Stanley (7e)
  - seconde équipe d'étoiles de la LNH
- 1967-1968 : Coupe Stanley (8e)
- 1968-1969 :
  - coupe Stanley (9e)
  - seconde équipe d'étoiles de la LNH
- 1970-1971 : Coupe Stanley (10e)

## Statistiques
| Saison     | Équipe                     | Ligue           |       | Saison régulière | Saison régulière | Saison régulière | Saison régulière | Saison régulière |    | Séries éliminatoires | Séries éliminatoires | Séries éliminatoires | Séries éliminatoires | Séries éliminatoires |
| Saison     | Équipe                     | Ligue           | PJ    | B                | A                | Pts              | Pun              | PJ               | B  | A                    | Pts                  | Pun                  |                      |                      |
| 1946-1947  | Panthères de Victoriaville | AHIQ            | 30    | 47               | 21               | 68               | -                |                  |    |                      |                      |                      |                      |                      |
| 1947-1948  | Tigres de Victoriaville    | LHJQ            | 42    | 46               | 21               | 67               | -                |                  |    |                      |                      |                      |                      |                      |
| 1948-1949  | Tigres de Victoriaville    | LHJQ            | 42    | 48               | 27               | 75               | 54               | 4                | 4  | 2                    | 6                    | 2                    |                      |                      |
| 1949-1950  | Citadelles de Québec       | LHJQ            | 35    | 36               | 44               | 80               | 47               | 14               | 22 | 9                    | 31                   | 15                   |                      |                      |
| 1950-1951  | Citadelles de Québec       | LHJQ            | 46    | 61               | 63               | 124              | 120              | 22               | 23 | 31                   | 54                   | 76                   |                      |                      |
| 1950-1951  | Citadelles de Québec       | Coupe Memorial  | -     | -                | -                | -                | -                | 10               | 11 | 17                   | 28                   | 44                   |                      |                      |
| 1950-1951  | As de Québec               | LHSQ            | 1     | 2                | 1                | 3                | 0                |                  |    |                      |                      |                      |                      |                      |
| 1950-1951  | Canadiens de Montréal      | LNH             | 2     | 1                | 1                | 2                | 0                |                  |    |                      |                      |                      |                      |                      |
| 1951-1952  | As de Québec               | LHSQ            | 59    | 45               | 38               | 83               | 88               | 15               | 14 | 10                   | 24                   | 14                   |                      |                      |
| 1951-1952  | As de Québec               | Coupe Alexander | -     | -                | -                | -                | -                | 5                | 9  | 2                    | 11                   | 6                    |                      |                      |
| 1952-1953  | As de Québec               | LHSQ            | 57    | 50               | 39               | 89               | 59               | 19               | 14 | 15                   | 29                   | 25                   |                      |                      |
| 1952-1953  | Canadiens de Montréal      | LNH             | 3     | 5                | 0                | 5                | 0                |                  |    |                      |                      |                      |                      |                      |
| 1953-1954  | Canadiens de Montréal      | LNH             | 44    | 13               | 21               | 34               | 22               | 10               | 2  | 8                    | 10                   | 4                    |                      |                      |
| 1954-1955  | Canadiens de Montréal      | LNH             | 70    | 37               | 36               | 73               | 58               | 12               | 6  | 7                    | 13                   | 18                   |                      |                      |
| 1955-1956  | Canadiens de Montréal      | LNH             | 70    | 47               | 41               | 88               | 143              | 10               | 12 | 7                    | 19                   | 22                   |                      |                      |
| 1956-1957  | Canadiens de Montréal      | LNH             | 69    | 33               | 51               | 84               | 105              | 10               | 6  | 6                    | 12                   | 15                   |                      |                      |
| 1957-1958  | Canadiens de Montréal      | LNH             | 55    | 27               | 32               | 59               | 93               | 10               | 4  | 8                    | 12                   | 10                   |                      |                      |
| 1958-1959  | Canadiens de Montréal      | LNH             | 64    | 45               | 46               | 91               | 67               | 3                | 1  | 4                    | 5                    | 4                    |                      |                      |
| 1959-1960  | Canadiens de Montréal      | LNH             | 60    | 34               | 40               | 74               | 57               | 8                | 5  | 2                    | 7                    | 6                    |                      |                      |
| 1960-1961  | Canadiens de Montréal      | LNH             | 69    | 32               | 58               | 90               | 57               | 6                | 0  | 5                    | 5                    | 0                    |                      |                      |
| 1961-1962  | Canadiens de Montréal      | LNH             | 43    | 18               | 23               | 41               | 36               | 6                | 2  | 1                    | 3                    | 4                    |                      |                      |
| 1962-1963  | Canadiens de Montréal      | LNH             | 69    | 18               | 49               | 67               | 68               | 5                | 2  | 1                    | 3                    | 2                    |                      |                      |
| 1963-1964  | Canadiens de Montréal      | LNH             | 68    | 28               | 50               | 78               | 42               | 5                | 2  | 0                    | 2                    | 18                   |                      |                      |
| 1964-1965  | Canadiens de Montréal      | LNH             | 58    | 20               | 23               | 43               | 76               | 13               | 8  | 8                    | 16                   | 34                   |                      |                      |
| 1965-1966  | Canadiens de Montréal      | LNH             | 67    | 29               | 48               | 77               | 50               | 10               | 5  | 5                    | 10                   | 6                    |                      |                      |
| 1966-1967  | Canadiens de Montréal      | LNH             | 53    | 12               | 26               | 38               | 22               | 10               | 6  | 5                    | 11                   | 26                   |                      |                      |
| 1967-1968  | Canadiens de Montréal      | LNH             | 59    | 31               | 37               | 68               | 28               | 10               | 7  | 4                    | 11                   | 6                    |                      |                      |
| 1968-1969  | Canadiens de Montréal      | LNH             | 69    | 33               | 49               | 82               | 55               | 14               | 5  | 10                   | 15                   | 8                    |                      |                      |
| 1969-1970  | Canadiens de Montréal      | LNH             | 63    | 19               | 30               | 49               | 10               |                  |    |                      |                      |                      |                      |                      |
| 1970-1971  | Canadiens de Montréal      | LNH             | 70    | 25               | 51               | 76               | 40               | 20               | 6  | 16                   | 22                   | 28                   |                      |                      |
| Totaux LNH | Totaux LNH                 | Totaux LNH      | 1 125 | 507              | 712              | 1 219            | 1 029            | 162              | 79 | 97                   | 176                  | 211                  |                      |                      |